# 卡柳馬約河

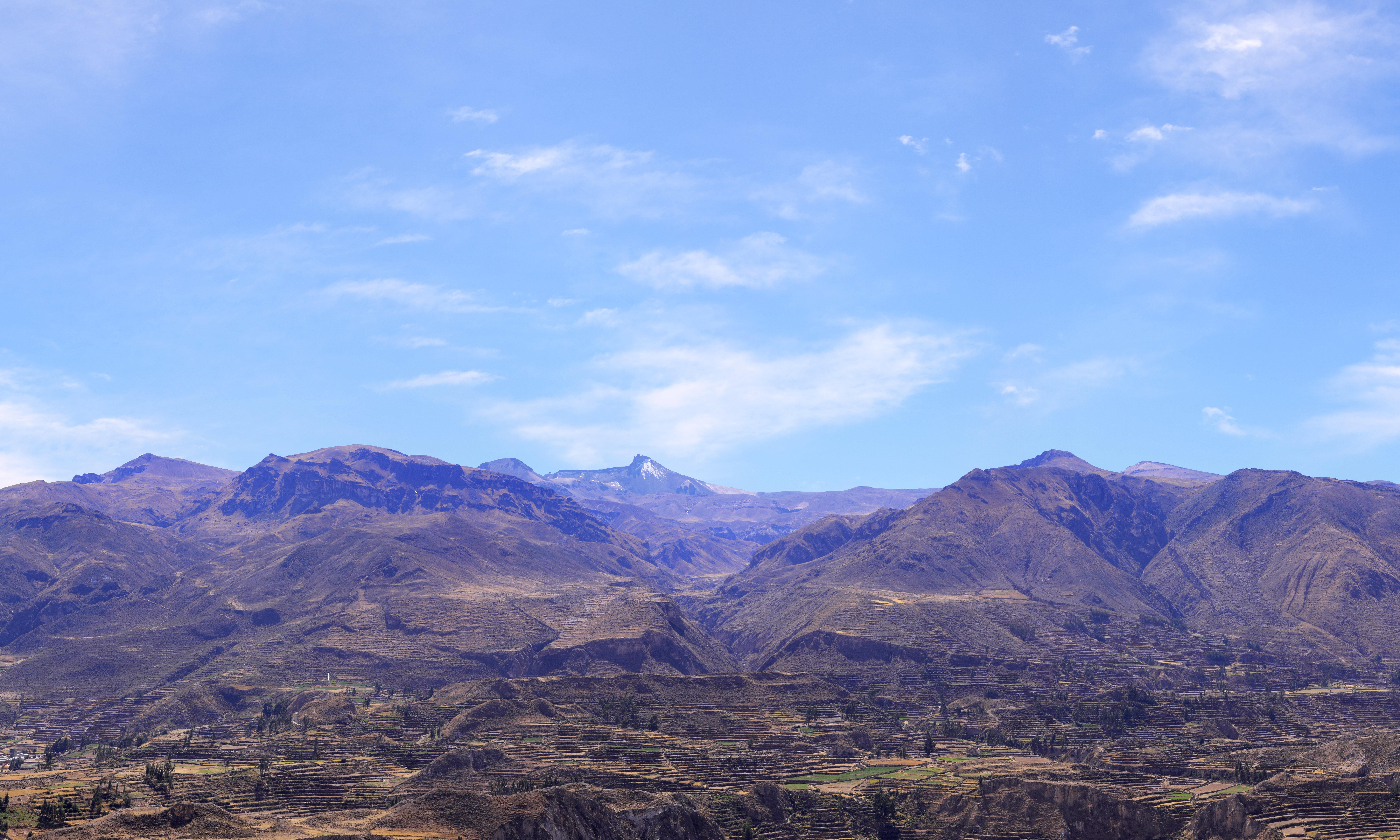
卡柳馬約河谷

卡柳馬約河（Qallumayu）是秘魯的河流，位於該國南部阿雷基帕大區的卡伊尤馬省，是卡馬納河的右支流，發源自奇拉山脈的基維查山以南。